# جياندومينيكو ميستو

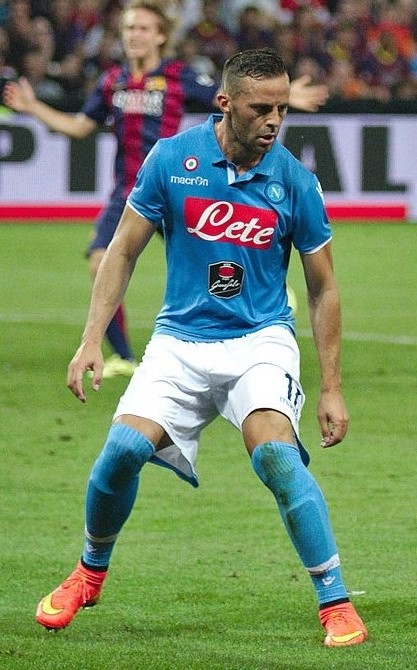

جياندومينيكو ميستو (مواليد 25 مايو 1982 في مونوبولي - إيطاليا) (بالإيطالية: Giandomenico Mesto)‏ لاعب كرة قدم إيطالي يلعب حاليا لصالح نادي الدرجة الأولى جنوى الإيطالي منذ 2008 في مركز الجناح الأيمن .

## روابط خارجية
- جياندومينيكو ميستو على موقع الاتحاد الدولي (مؤرشف)  (الإنجليزية)
- جياندومينيكو ميستو على موقع قاعدة بيانات كرة القدم.إي يو (الإنجليزية)
- جياندومينيكو ميستو على موقع ناشيونال فوتبول تيمز (الإنجليزية)
- جياندومينيكو ميستو على موقع Soccerbase.com (لاعب) (الإنجليزية)
- جياندومينيكو ميستو على موقع Soccerway.com (الإنجليزية)
- جياندومينيكو ميستو على موقع عالم كرة القدم.نت (الإنجليزية)
- جياندومينيكو ميستو على موقع كووورة
- جياندومينيكو ميستو على موقع أوليمبيديا (الإنجليزية)
- جياندومينيكو ميستو على موقع اللجنة الأولمبية الإيطالية (الإيطالية)
- جياندومينيكو ميستو على موقع AS.com (الإسبانية)